# 周英明
周 英明（しゅう えいめい、1933年7月30日 - 2006年11月9日）は、福岡県八幡市（現：北九州市）出身の台湾人。東京理科大学名誉教授、工学博士（マイクロ波工学専攻）。
台湾大学電気工学科卒。プリント回路学会の会長、エレクトロニクス実装学会副会長などを務め、エレクトロニクス実装学会功績賞(2000年)を受賞。日本留学中より台湾の独立、民主化運動に参加。「台湾青年」の発行、台湾独立建国連盟日本本部委員長を務めた。妻・金美齢との間に1男1女。娘・麻那はTBSテレビ営業局で部長を務める。
大腸癌のため2006年死去。享年73。

## 経歴
- 1946年：台湾に帰国
- 1961年：東京大学大学院に留学
- 1964年：金美齢と結婚
- 1968年：東京理科大学に非常勤講師として就職
- 1970年：アメリカ合衆国に亡命
- 2000年：40年ぶりに台湾に帰郷

## 著書

### エッセイ・評論
- 日本よ、台湾よ―国を愛し、人を愛すること(金美齢と共著)

### 小説
- 孫明海名義で『烏水溝』を『台湾青年』11号（1961年10月）より連載、全26回。